# Emil Škoda

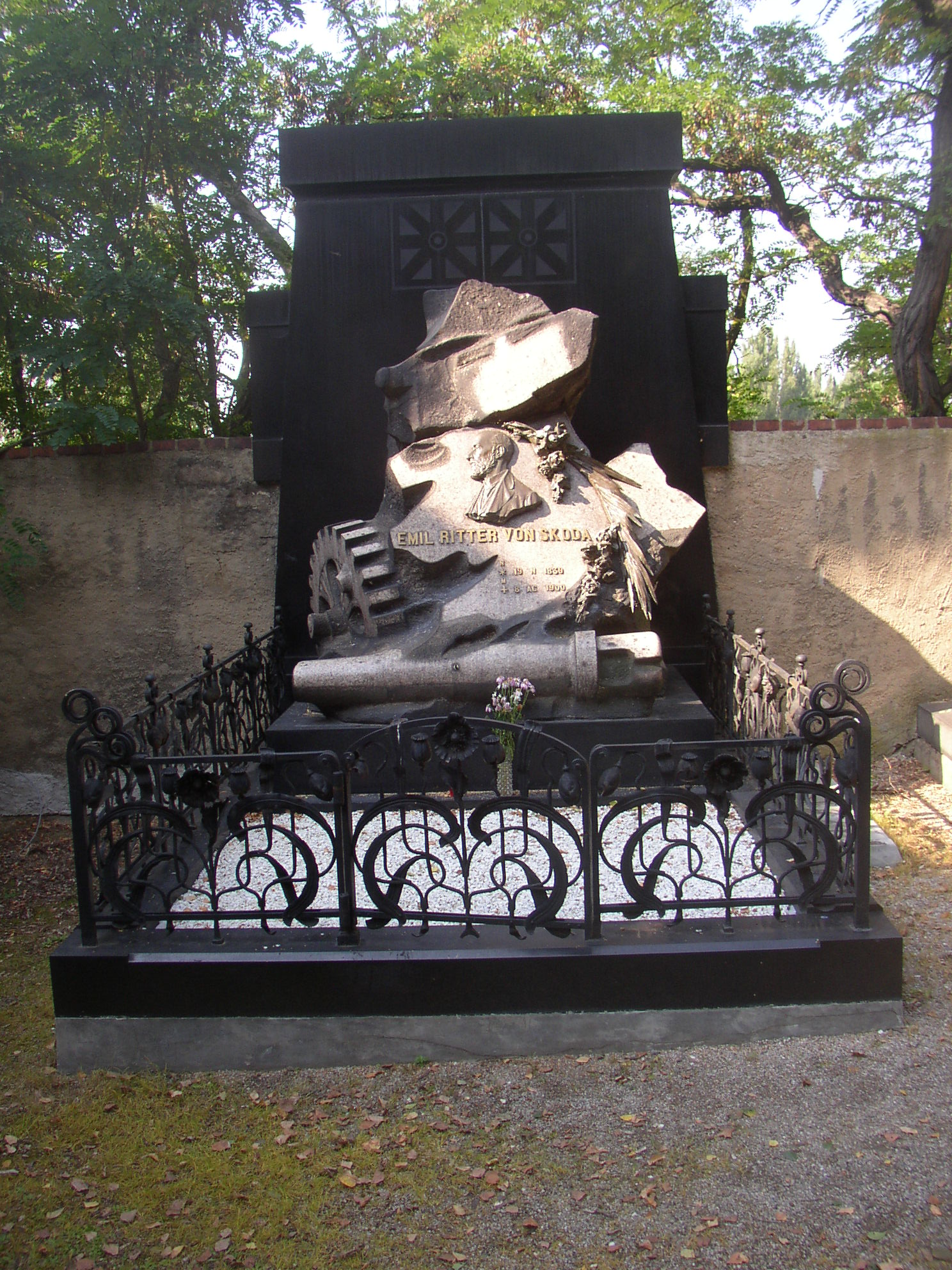
Sepultura de Emil Škoda, cemitério St. Nicholas, Pilsen.

Emil Ritter von Škoda (Plzeň, 19 de novembro de 1839 — Selzthal, 8 de agosto de 1900) foi um engenheiro e empresário checo.

## Biografia
Škoda estudou engenharia na Universidade Técnica de Praga e na Universidade de Karlsruhe. Em 1866 foi engenheiro chefe da fábrica de máquinas de Ernst von Waldstein-Wartenberg, fundada em 1859 em Plzeň. Škoda  comprou a fábrica três anos depois, em 1869, e começou a expandi-la, conectando-a à uma via férrea em 1886 e instalando uma fábrica de armas de fogo em 1890, produzindo metralhadoras para o exército Austro-Hungaro